# Gliwice (stacja kolejowa)
Gliwice – węzłowa stacja kolejowa w Śródmieściu Gliwic przy ul. Bohaterów Getta Warszawskiego 12. Dworzec kolejowy w Gliwicach jest drugim pod względem wielkości dworcem kolejowym konurbacji górnośląskiej. Stacja kolejowa została otwarta 2 października 1845 wraz z otwarciem linii kolejowej z Wrocławia. W latach 2015–2016 dworzec i perony zostały gruntownie przebudowane. Według klasyfikacji PKP stacja ma najwyższą kategorię Premium.

## Historia

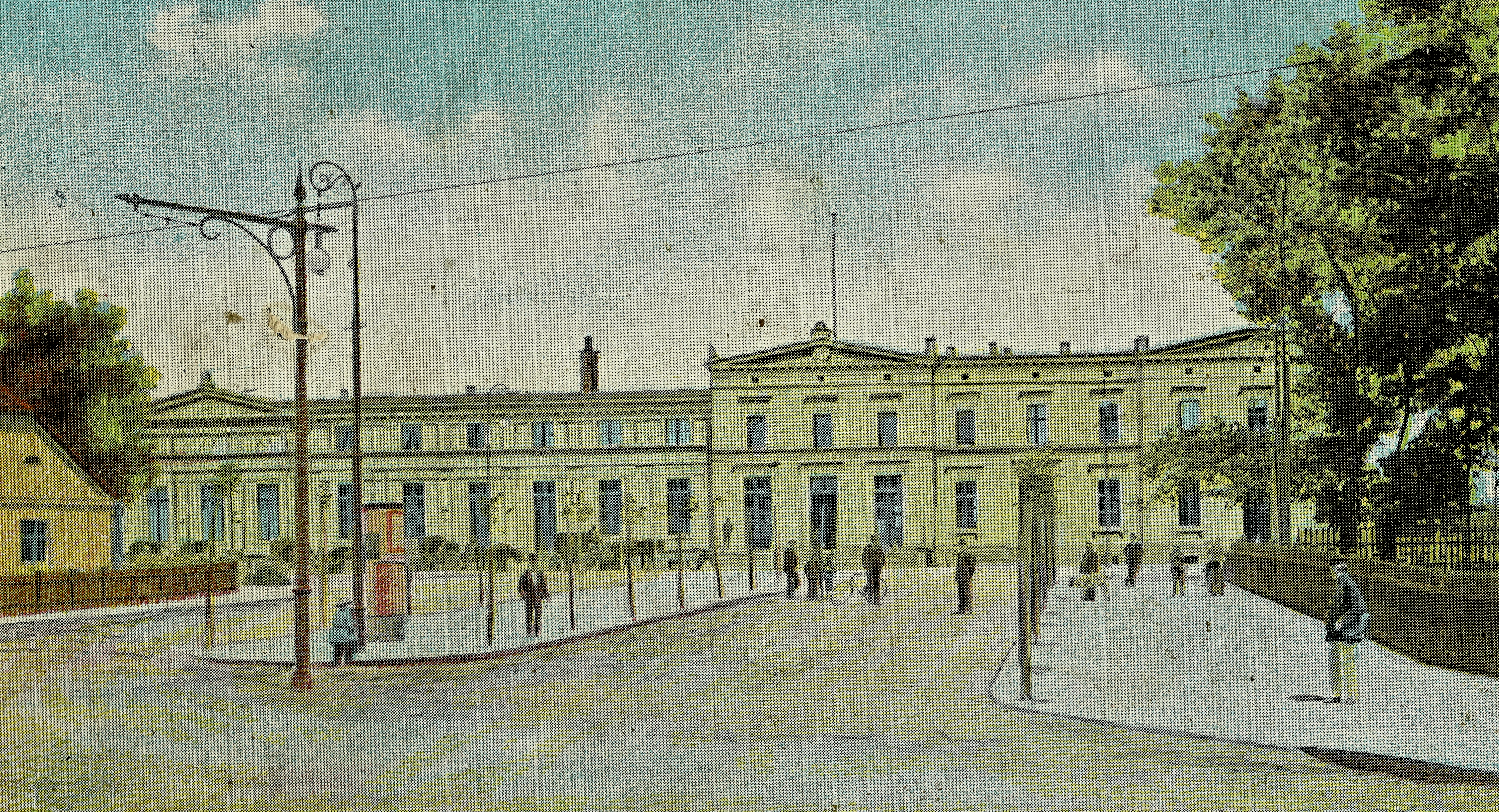
Stary dworzec kolejowy w Gliwicach na widokówce z obiegu w 1908 r.

2 października 1845 otwarto linię kolejową łączącą Wrocław z Gliwicami, wraz z którą wybudowano gliwicki dworzec. Budowę linii zakończono ostatecznie 3 października 1846 w Mysłowicach. Linia liczyła 196,3 km, a otwarcia dokonał król pruski Fryderyk Wilhelm IV.
Po raz pierwszy budynek dworca rozbudowano w 1873 roku. W 1913 roku powstał projekt rozbudowy dworca do obecnych rozmiarów, który został kilkukrotnie zmodyfikowany zanim doczekał się realizacji. Po przerwie spowodowanej I wojną światową, w 1923 roku podjęto przebudowę otoczenia dworca, a budowę samego dworca rozpoczęto 24 kwietnia. Obiekt oddano do użytku 9 grudnia 1925.
1 czerwca 1957 zakończono elektryfikację linii kolejowej do Warszawy Wschodniej, wraz z którą zelektryfikowano stację Gliwice. Elektryfikacja kolejnych linii trwała do 23 grudnia 1980, kiedy to jako ostatnią zelektryfikowano linię do Bytomia. Tym samym wszystkie linie kolejowe przebiegające przez stację Gliwice zostały zelektryfikowane.
W 1993 roku rozbudowano dworzec poprzez dobudowę czwartego peronu. Zbudowano go rozbierając wcześniej trzeci peron bagażowy.
1 października 2011 w Gliwicach zadebiutowały pociągi Kolei Śląskich na trasie Gliwice – Częstochowa.

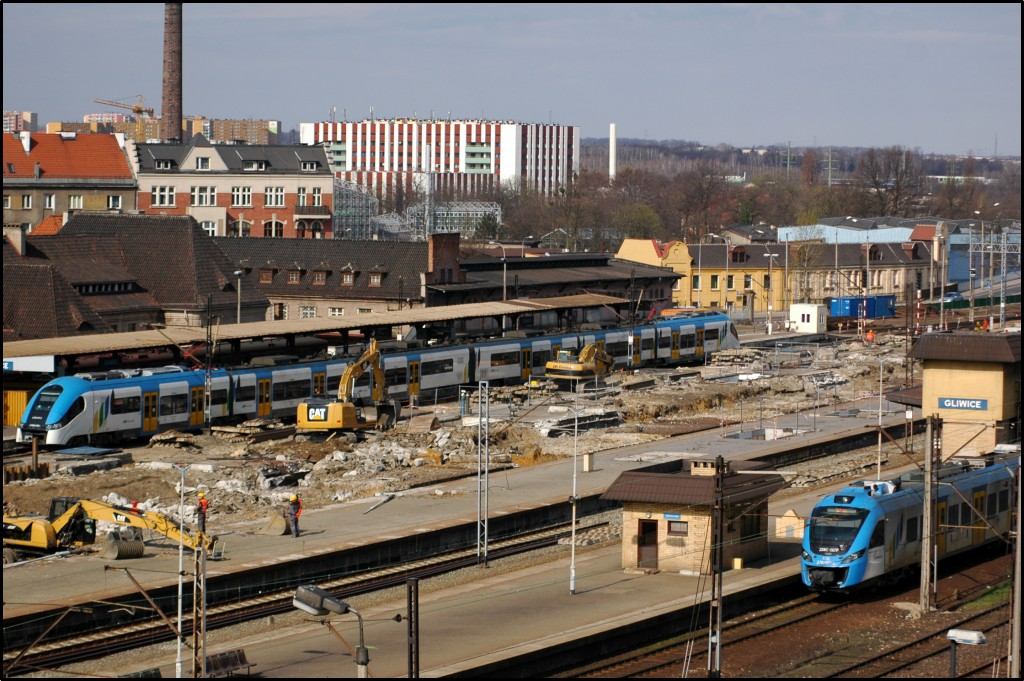
Stacja podczas remontu w 2015 roku

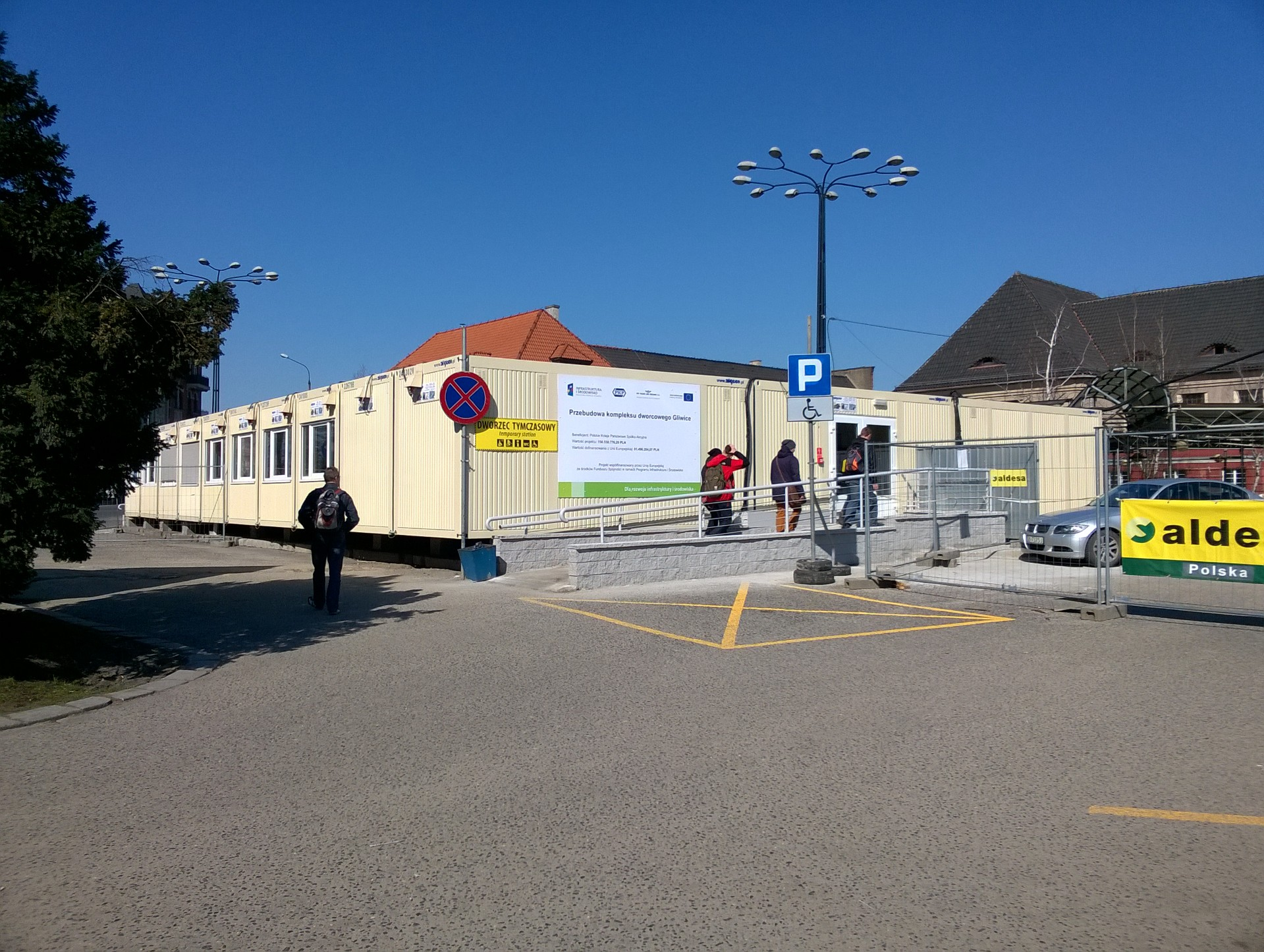
Tymczasowy dworzec kontenerowy

23 września 2013 PKP podpisało umowę na opracowanie dokumentacji projektowej i technicznej przebudowy kompleksu dworcowego z pracownią PAS Projekt Archi Studio, a 29 grudnia 2014 z konsorcjum firm Aldesa Construcciones Polska oraz Aldesa Construcciones już na samą przebudowę kompleksu (dworca, tuneli, peronów i torów w obrębie stacji). Właściwe prace remontowe rozpoczęły się w połowie stycznia 2015, a 3 marca obsługa podróżnych została przeniesiona do tymczasowego dworca kontenerowego. 4 marca PKP podpisało z Centrum Unijnych Projektów Transportowych umowę na dofinansowanie inwestycji w ramach Programu Operacyjnego Infrastruktura i Środowisko na kwotę 81 mln zł (z czego 57 mln zł pochodzi od Unii Europejskiej), przy całkowitych kosztach wynoszących 157 mln zł. Według pierwotnych planów remont dworca oraz 3 pierwszych peronów miał zakończyć się pod koniec 2015 roku, a 4. peronu w 2016 roku, jednakże dopiero 22 lipca 2016 udostępniono podróżnym halę główną dworca i zamknięto dworzec tymczasowy. We wrześniu 2016 natomiast dostępne były oba przejścia podziemne. Sam remont zakończył się pod koniec listopada. W ramach przebudowy dworzec został dostosowany do potrzeb osób niepełnosprawnych, powstał korytarz łączący obie hale, obiekt został wyposażony w nowy system informacji dla podróżnych, system monitoringu został rozbudowany. Perony zyskały schody ruchome, windy, całkowicie nową nawierzchnię oraz nowe zadaszenie z przeszkleniami. 14 grudnia odbyło się oficjalne otwarcie.
28 marca 2017 przed dworcem uruchomiona została stacja wypożyczania rowerów, natomiast 9 listopada 2018 uruchomiono stację ładowania samochodów elektrycznych.
27 sierpnia 2020 miasto podpisało z konsorcjum firm Mostostal Zabrze i PRUiM umowę na budowę centrum przesiadkowego po północnej stronie torów kolejowych połączonego poprzez tunel z dworcem kolejowym po południowej stronie torów. 3 grudnia 2022 centrum przesiadkowe zostało otwarte

## Linie kolejowe
Przez gliwicką stację kolejową przebiega linia kolejowa nr 137, będąca częścią europejskiej linii kolejowej E 30. Dodatkowo od gliwickiej stacji rozpoczynają się linie w kierunku zachodnim – 168 oraz wschodnim 141, 147 i 200. Wszystkie linie są normalnotorowe i zelektryfikowane.
W ruchu pasażerskim wykorzystywane są linie 137 (Katowice, Kędzierzyn-Koźle, Lubliniec, Opole) oraz 147 (Bytom). Pozostałe linie wykorzystywane są jedynie w ruchu towarowym.

## Infrastruktura

### Budynek dworca

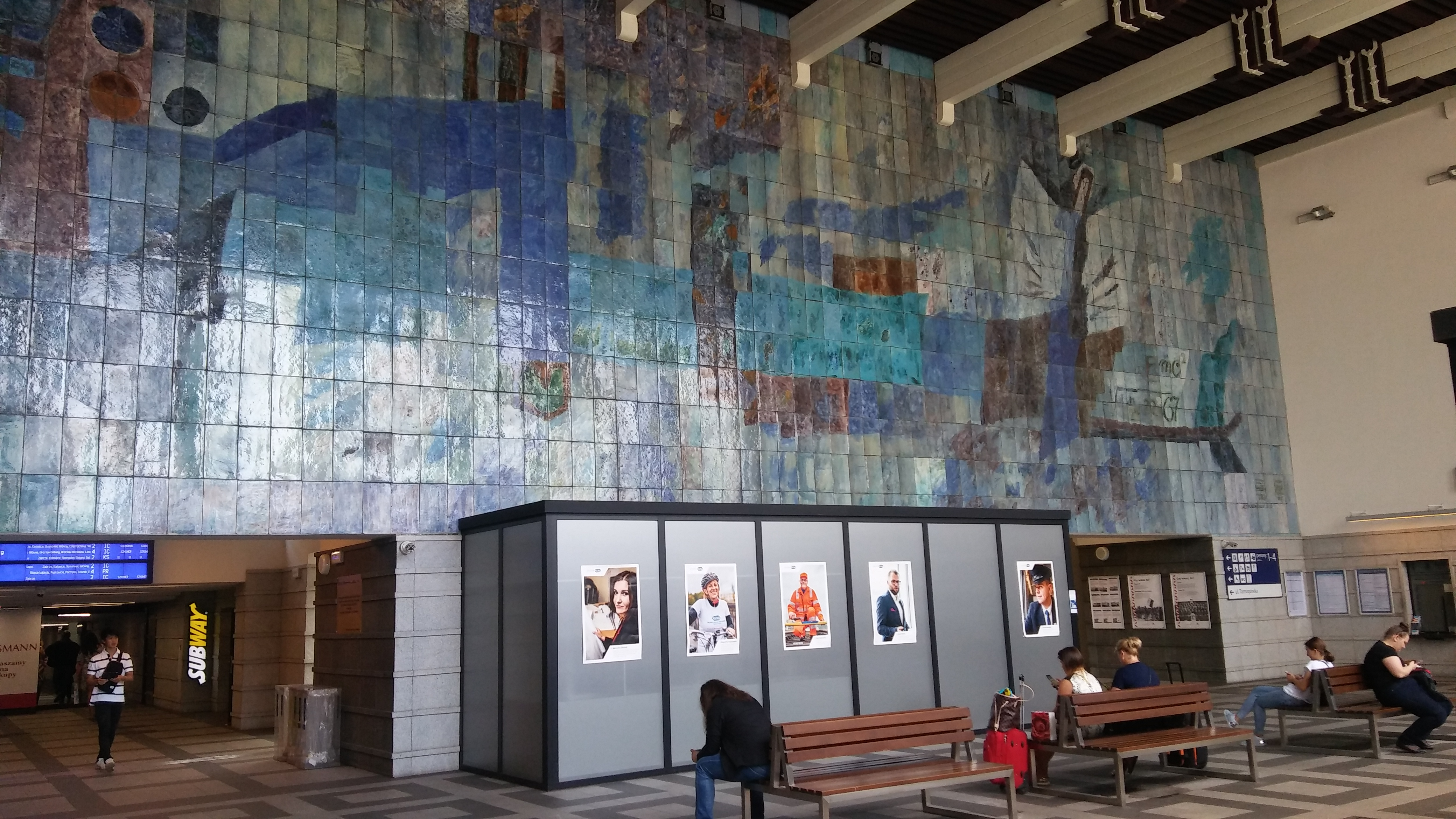
Hol główny dworca kolejowego

Budynek dworca usytuowany jest na poziomie ulicy, torowisko zaś na wyższym poziomie, dzięki czemu nie ma konieczności dwukrotnego pokonywania schodów. W budynku są 2 połączone hole oraz 2 ogólnodostępne przejścia podziemne prowadzące na perony. Pierwsze przejście podziemne, łączące główną halę dworca z peronami, posiada schody ruchome prowadzące na perony i zakończone jest pochylnią i schodami prowadzącymi do ul. Tarnogórskiej po przeciwnej stronie torów w pobliżu Centrum Handlowego Forum. Drugie łączy drugą halę dworca z peronami i wyposażone jest w windy prowadzące na perony. Oprócz tego istnieją jeszcze przejścia podziemne na wschodnim i zachodnim krańcu peronów, niedostępne dla podróżnych (dawniej były to odpowiednio tunel bagażowy i tunel pocztowy, połączone z powierzchnią peronów windami). Powierzchnia całkowita obiektu wynosi 9810 m², powierzchnia użytkowa 5284 m², łączna wysokość 21 m (licząc wszystkie poziomy), a kubatura wynosi ponad 36 222 m³.
W 1967 roku w hali głównej dworca, na ścianie naprzeciwko drzwi wejściowych zainstalowano ceramiczną mozaikę autorstwa Witolda Bulika i Zygmunta Lisa. Abstrakcyjna kompozycja utrzymana w odcieniach turkusu wykonana z płytek ze spółdzielni ,,Kamionka" w Łysej Górze (innymi mozaikami wykonanymi przy udziale Kamionki są m.in. kompozycja na dworcu Kraków-Płaszów, Kinie „Kijów” w Krakowie, czy Starych Łazienkach Mineralnych w Krynicy-Zdroju). Podczas remontu dworca w 2016 roku zdecydowano się zachować mozaikę oraz poddać ją pracom konserwatorskim.
Na dworcu znajdują się kasy PKP Intercity, Kolei Śląskich i punkt sprzedaży międzynarodowych biletów autobusowych GTV oraz automaty biletowe Kolei Śląskich i PKP Intercity. 
Według kategoryzacji PKP obiekt posiada najwyższą dworcową kategorię – Premium.

### Perony

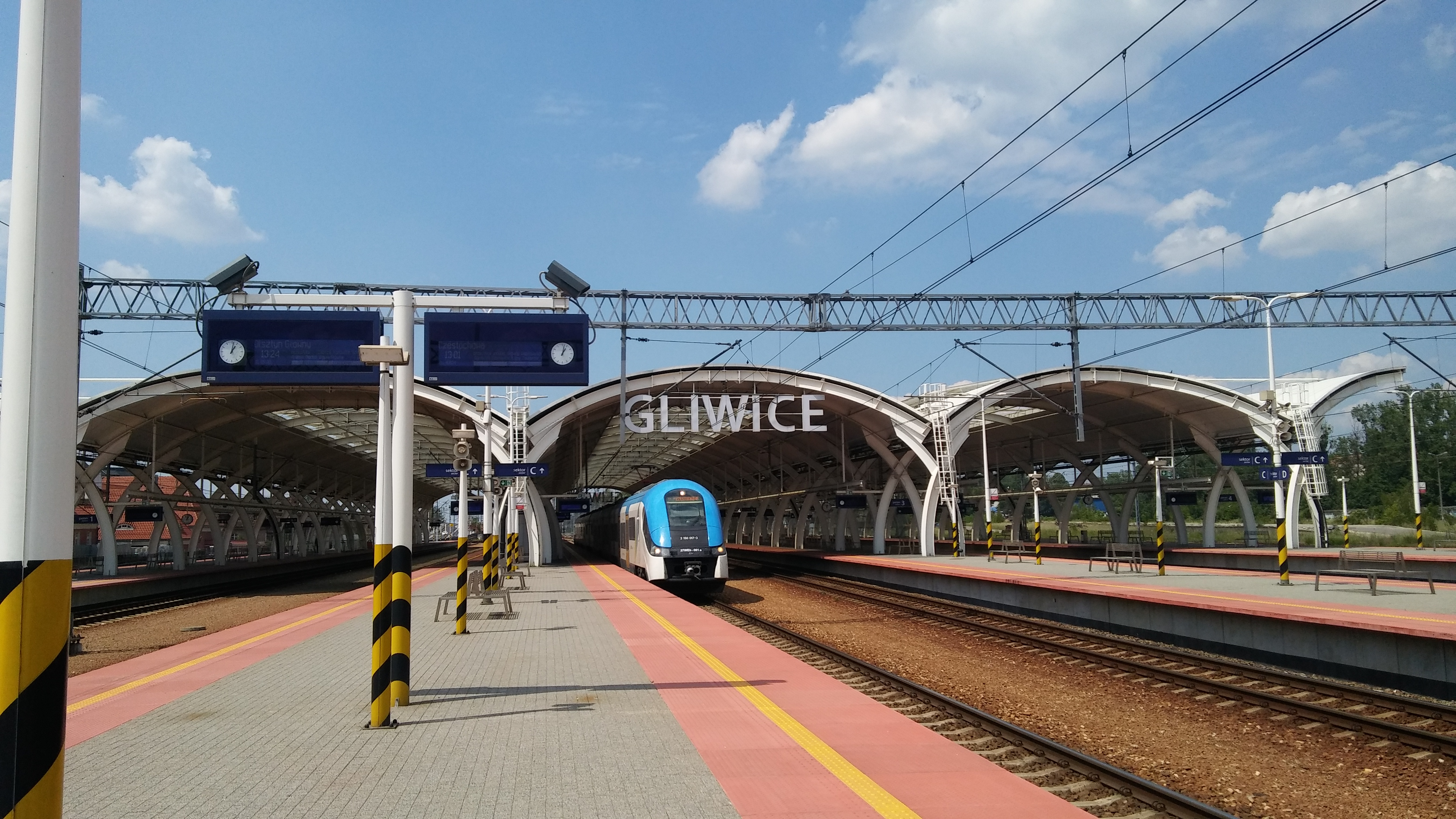
Perony po remoncie

Na stacji Gliwice znajdują się 4 przelotowe, wyspowe perony pasażerskie o wysokości 76 cm nad poziomem główki szyny i długości 284 m – 373 m. Perony posiadają wspólne zadaszenie oraz wyposażane w wyświetlacze elektroniczne i urządzenie nagłaśniające.
Pomiędzy peronami pasażerskimi dawniej znajdowały się dwa niskie (o wysokości 30 cm nad poziomem główki szyny) perony służbowe, niedostępne dla pasażerów, a wykorzystywane przy naprawach i przeglądach lokomotyw i wagonów, które używane były także jako perony bagażowe i pocztowe.

### Nastawnie
Ruch kolejowy na stacji Gliwice jest sterowany przy pomocy 3 nastawni dysponujących: GLA, GLB i GLC oraz 3 nastawni wykonawczych GL11, GL2 i GL23.

### Wieże ciśnień
W bezpośrednim sąsiedztwie pasażerskiej części stacji, od strony ul. Kolberga (ponad terenem centrum przesiadkowego), znajduje się żelbetowa wieża ciśnień, która dawniej zaopatrywała w wodę cały obiekt dworcowy wraz z instalacjami zasilającymi wodą parowozy przejeżdżające przez Gliwice.
Na terenie zakładów taborowych znajdują się jeszcze 2 ceglane wieże ciśnień, które obsługiwały pobliskie obiekty kolejowe, głównie pobliską parowozownię i kolejowe zakłady naprawcze.

### Bocznice

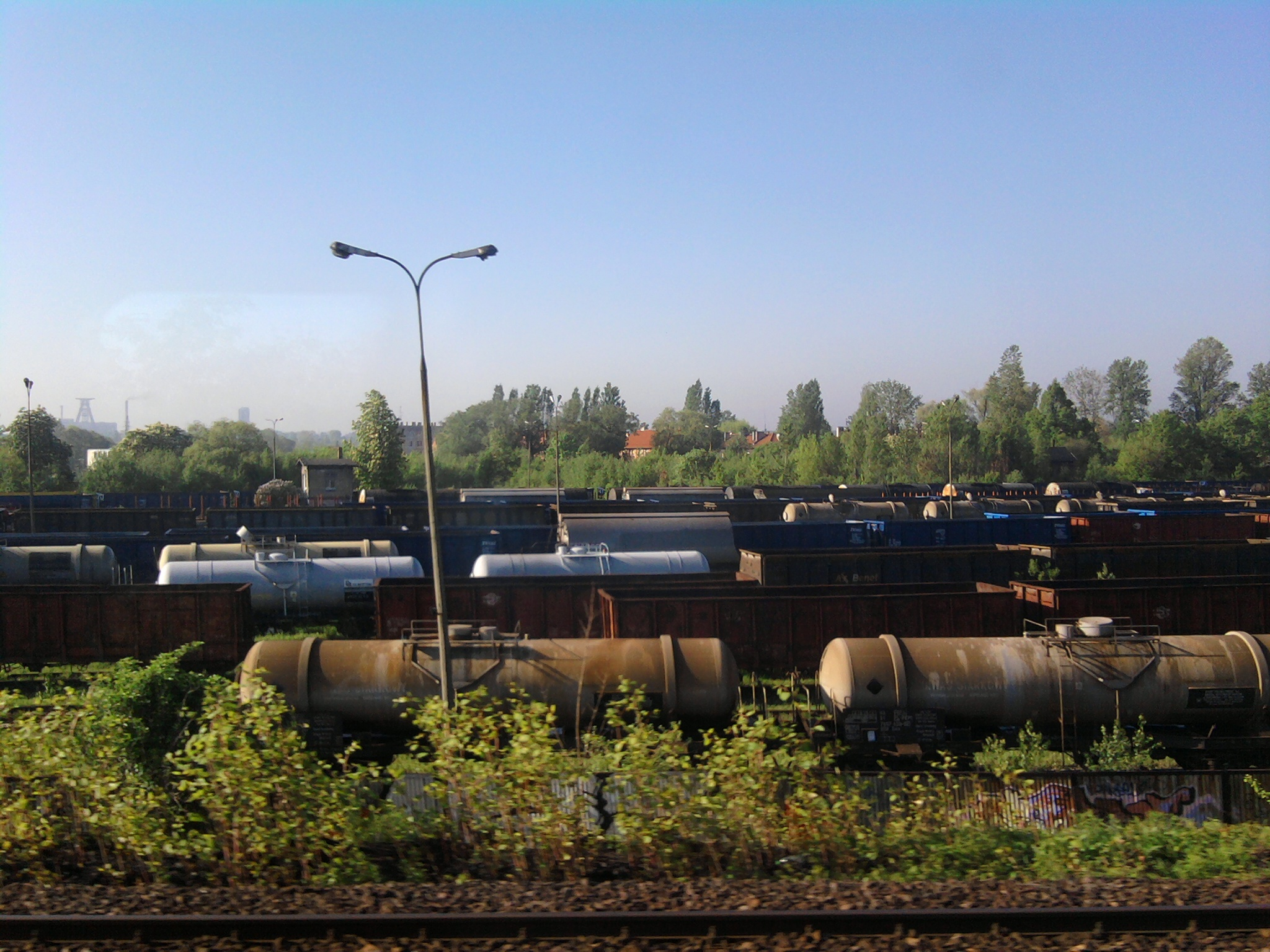
Gliwicka Fabryka Wagonów

Stacja Gliwice posiada bocznice do firm:
- Fabryka Drutów i Wyrobów z Drutu
- Gliwicka Fabryka Wagonów
- Kem
- Marbet-Wil
- Newag Gliwice
- Terminal kontenerowy Gliwice – PKP Cargo

### Baza Kolei Śląskich
Koleje Śląskie wynajmują od PKP 15 torów grupy dojazdowej gdzie stacjonować może 18 pojazdów. Pojazdy objęte są całodobową ochroną.

## Ruch pasażerski

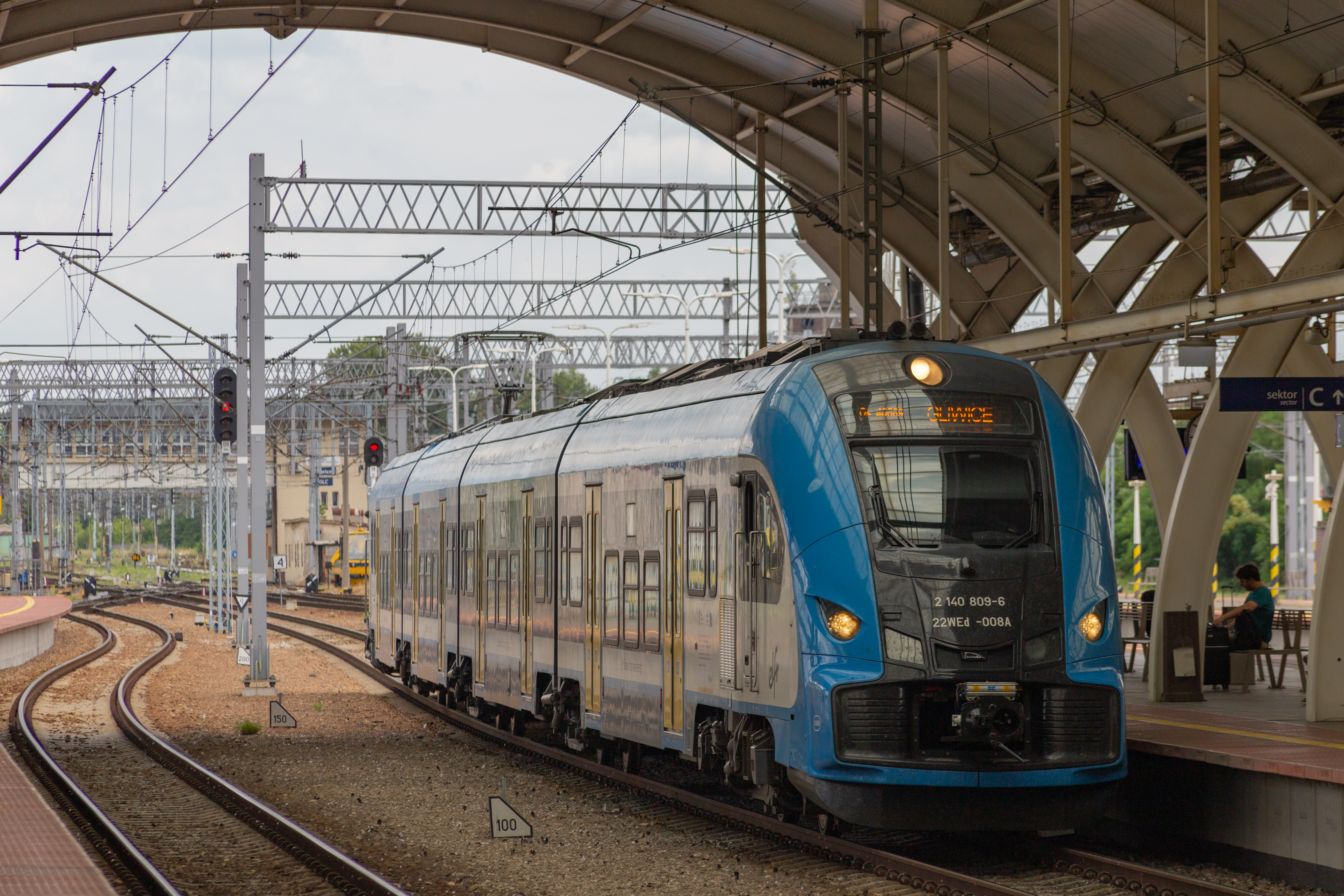
27WEd Elf Kolei Śląskich przy peronach stacji Gliwice

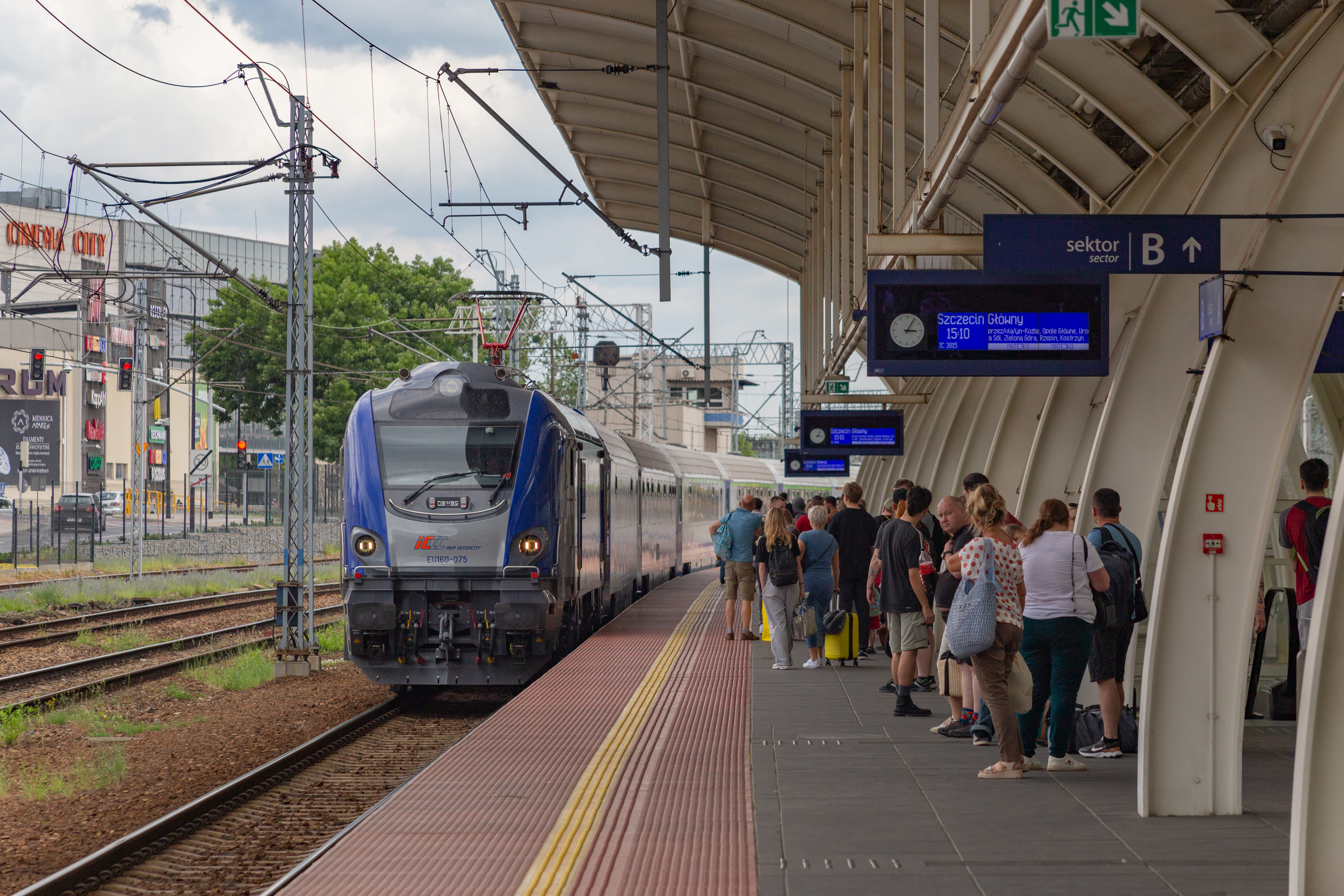
EU160-075 na stacji kolejowej w Gliwicach z pociągiem InterCity Matejko

| Rok  | Roczna    | Średnia dobowa | Miejsce w Polsce |        |
| ---- | --------- | -------------- | ---------------- | ------ |
| 2017 | 3 760 000 | 10 300         | 19               | [ 36 ] |
| 2018 | 3 980 000 | 10 900         | 17               | [ 37 ] |
| 2019 | 4 530 000 | 12 400         | 19               | [ 36 ] |
| 2020 | 1 610 000 | 4400           | 36               | [ 36 ] |
| 2021 | 2 230 000 | 6100           | 32               | [ 36 ] |
| 2022 | 3 321 500 | 9100           | 27               | [ 38 ] |
| 2023 | 3 577 000 | 9800           | 32               | [ 39 ] |

### Pociągi regionalne
Dworzec w Gliwicach jest główną stacją początkową i końcową pociągów łączących województwo śląskie z opolskim. W rozkładzie jazdy 2023/2024 ze stacji odjeżdżają pociągi osobowe relacji Gliwice – Częstochowa (S1), Gliwice – Rybnik (S17), Gliwice – Bytom (S18), Gliwice – Żywiec (S75) i Gliwice – Wisła Głębce (S76) obsługiwanych przez Koleje Śląskie oraz Gliwice – Kędzierzyn-Koźle i Gliwice – Opole obsługiwane przez Polregio.

### Pociągi dalekobieżne
Z gliwickiego dworca odjeżdżają pociągi dalekobieżne (Express InterCity Premium, Express InterCity, InterCity i TLK) do większości największych miast Polski. Pociągi te są obsługiwane przez PKP Intercity.

## Komunikacja z dworcem

### Centrum przesiadkowe
Po północnej stronie dworca znajduje się centrum przesiadkowe, w którym znajduje się : zespół przystanków autobusowych komunikacji metropolitalnej, dworzec autobusowy komunikacji międzymiastowej, postoje taxi, zespoły parkingowe z podziałem na postoje krótkoterminowe i długoterminowe w systemie park&ride, parkingi dla rowerów, stacja Metroroweru oraz budynek dworcowy północny z pomieszczeniami obsługi podróżnych.

### Plac przed dworcem

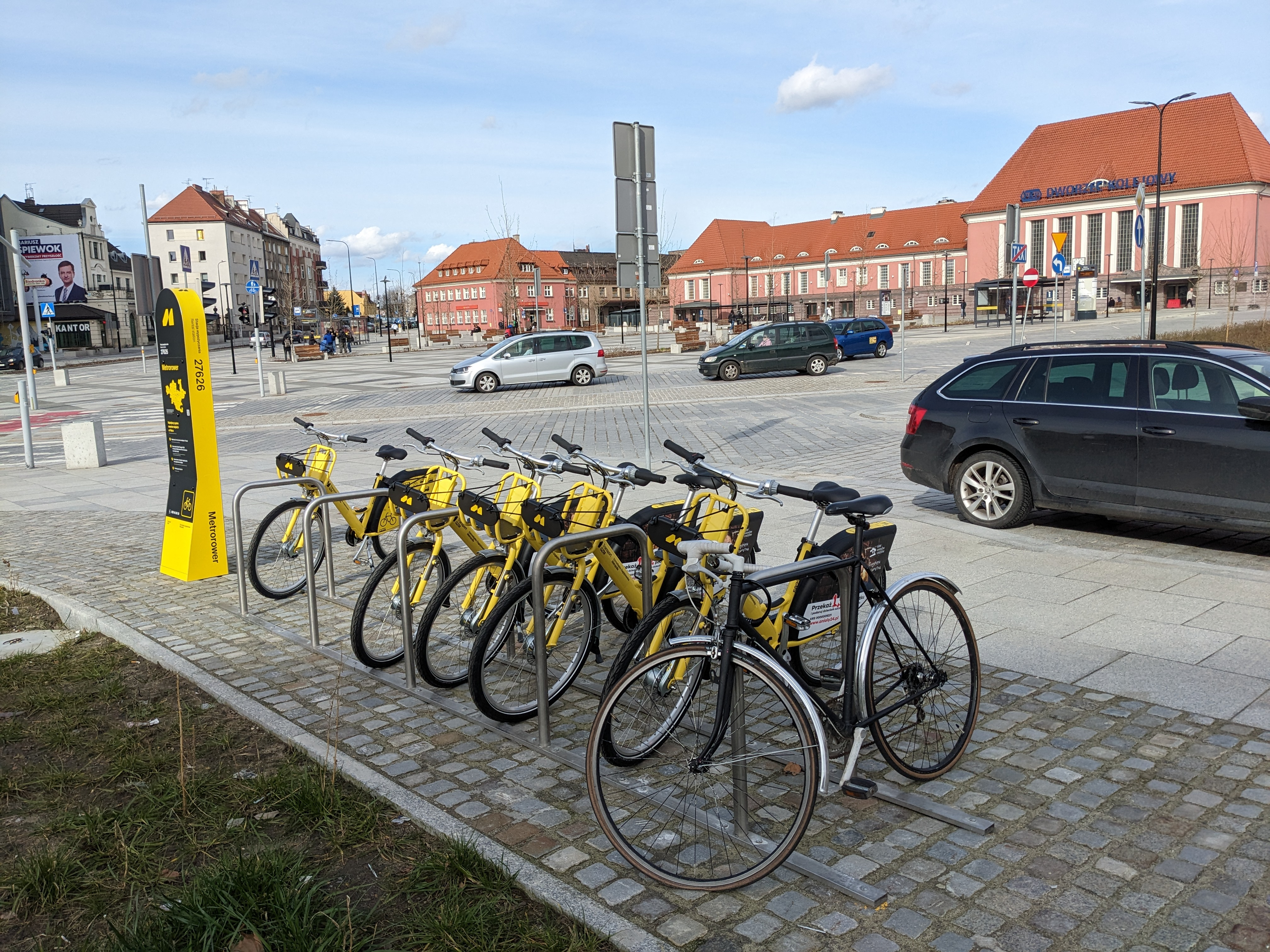
Stacja Metroroweru

Po południowej stronie dworca znajduje się stacja Metroroweru, a przy ulicy Bohaterów Getta Warszawskiego przystanek autobusowy Gliwice Dworzec obsługiwany przez autobusy kursujące na zlecenie Zarządu Transportu Metropolitalnego.